# Кукольник (фильм)
«Кукольник» (кор. 인형사 Инхёнса) (англ. The Doll Master) — корейский фильм ужасов режиссёра Юнг Ёнг-ки, вышедший в прокат в 2004 году.

## Сюжет
Послевоенная Корея. Кукольных дел мастера обвиняют в убийстве своей невесты. Жители отводят его за пределы посёлка и забивают насмерть. Последнее, что он видит — это лицо куклы, которую он сделал для своей девушки.
Наши дни. Пятеро молодых людей (три девушки: скульптор Пак Хэми, школьница Сун-ён и писательница Ёнха и два юноши — фотохудожник Ёнки и манекенщик Ким Тэсон) приезжают в отдалённый музей кукол, чтобы стать моделями для выпуска новой кукольной серии, где знакомятся со странной кукольницей в инвалидном кресле, госпожой Им, и её помощником Чхве Им Ван. Помимо них, Хэми встречает во дворе девочку Ми-на.
Сперва гости наслаждаются обществом друг друга и интересной коллекцией, однако постепенно здесь начинают происходить странные события. Спустя время молодые люди выясняют, что родом они все из этой местности. Затем Сун-ён обнаруживает, что Ёнха повесилась в своей комнате. Страшно испуганная девушка идёт в туалет, где в каждой кабинке почему-то оказываются куклы. Через какое-то время сопровождавший Сун-ён Ёнки обнаруживает, что тело девушки переломано. Он пытается сбежать на автомобиле, однако и он становится жертвой куклы.
Хэми удаётся позвонить домой, в итоге она узнаёт, что Ми-на — её любимая кукла в детстве. Однако эта новость её не радует, она тоже пытается бежать, однако теряет ключи от машины. Тут Тэсон решает, что во всём виновата Хэми. Сказав, что он полицейский, Тэсон пытается арестовать девушку. Тут появляется госпожа Им, которой молодой человек сообщает, что поймал убийцу. Однако хозяйка смеётся над этим предположением. Как выясняется, в ней живёт дух куклы, сделанной мастером, четверо молодых людей — потомки убийц её хозяина, а Тэсон — внук человека, изнасиловавшего и убившего невесту кукольника.
Ми-на, с одной стороны, хочет помочь своей бывшей хозяйке, с другой стороны пытается удавить Тэсона. Только случайность спасает молодого человека. Тем временем Чхве Им Ван спускается в подвал, где находится в заточении другой кукольник — муж госпожи Им (Чхве Им Ван оказывается её братом). Чхве Им Ван предлагает узнику сделать куклу хозяина, дабы в неё мог вселиться человеческий дух и госпожа Им могла бы обрести своего любимого. Однако пленнику удаётся бежать. Тем временем Ми-на всё-таки настигает Тэсона. Хэми остаётся одна в страшном доме. Ей удаётся выжить только благодаря помощи бывшего мужа госпожи Им и своей бывшей куклы Ми-ны. Ми-на погибает, защищая Хэми, таким образом в живых остаются только Хэми и муж госпожи Им.

## В ролях
| Актёр       | Роль                                 |
| ----------- | ------------------------------------ |
| Ким Юми     | Пак Хэми (скульптор)                 |
| Син Хёнтак  | Ким Тэсон (манекенщик / полицейский) |
| Лим Хёнджун | Ёнки (фотохудожник)                  |
| Ён Кинг Лим | Ми-на (девушка в музее)              |
| Ок Чиён     | Ёнха (писательница)                  |
| Ли Каён     | Сун-ён (школьница)                   |

## Награды
- 2005 Фантаспорто — номинация на лучший иностранный фантастический фильм
- 2006 Международная неделя фантастических фильмов в Малаге — лучший фильм